# Villers (Limbourg)
Pour les articles homonymes, voir Villers.
Villers est un hameau de la ville belge de Limbourg, situé en Région wallonne dans la province de Liège.
Avant la fusion des communes de 1977, Villers faisait partie de la commune de Bilstain.

## Situation
Villers se situe entre les hameaux de Wooz et de Hoyoux et au nord du village de Bilstain. Il est bordé à l'est par le petit ruisseau de Villers, un affluent de la Vesdre. À côté de ce cours d'eau, se trouve un étang comprenant un îlot.

## Description
Initialement composé de deux fermettes, le hameau s'est considérablement agrandi à la suite de la construction d'immeubles de type pavillonnaire portant ainsi le nombre d'habitations à une trentaine. Parmi les anciennes fermettes, celle sise au n° 1/3 est bâtie en longueur perpendiculairement à la rue. Elle est construite en moellons  de calcaire et de grès mélangés et comporte une quarantaine d'ouvertures (portes et fenêtres).
Des fermes occupent les campagnes aux alentours de Villers : la ferme des Grands Prés et la ferme-château de la Grande Terre.

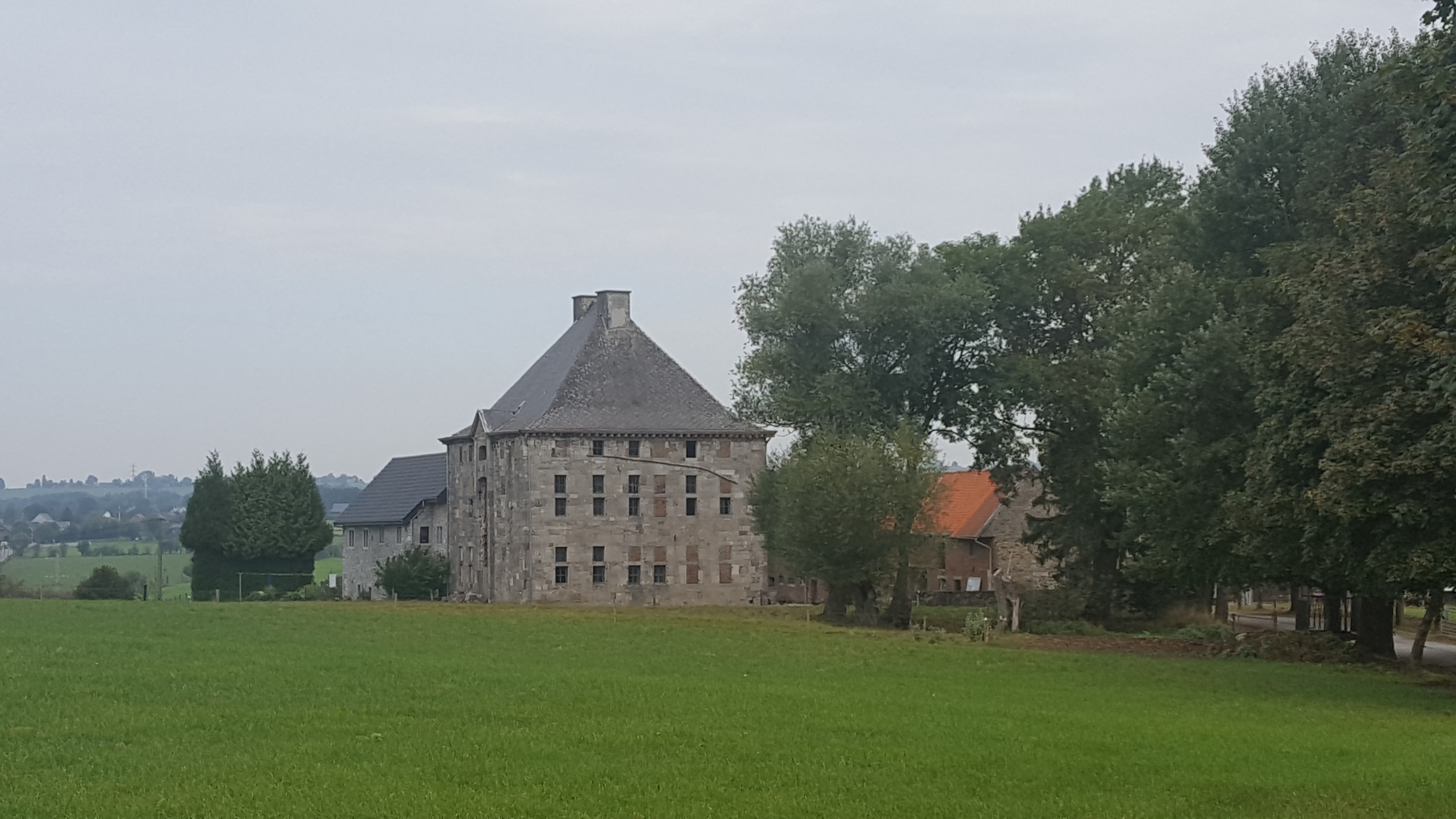
Château de Villers